# Soulan Pownceby
Soulan Pownceby, auch Soulan James Rikihana (* 4. Mai 1975 in Christchurch) ist ein ehemaliger neuseeländischer Boxer.

## Karriere
Soulan Pownceby wurde als Amateur mehrfach Meister von Neuseeland, zuletzt 2006 im Schwergewicht. Darüber hinaus gewann er vier Goldmedaillen und eine Bronzemedaille bei Ozeanischen Meisterschaften, sowie eine Bronzemedaille bei Commonwealth Meisterschaften. 2003 war er Teilnehmer der Weltmeisterschaften in Bangkok und startete 2004 bei den Olympischen Spielen in Athen, wo er jedoch im ersten Kampf gegen İhsan Yıldırım Tarhan ausschied. Er war dabei der einzige Boxer in Neuseelands Olympiateam.
Von 2007 bis 2012 boxte er als Profi in Neuseeland und Französisch-Polynesien, wobei er in 21 Kämpfen ungeschlagen blieb. Er gewann 2008 die Neuseeländische Meisterschaft im Cruisergewicht, 2009 die Asiatisch-pazifische Meisterschaft der WBO im Halbschwergewicht und 2010 den Weltmeistertitel der WBF.

## Internationale Erfolge
- 2001: 1. Platz Mittelgewicht Ozeanische Meisterschaften in Fidschi
- 2002: 3. Platz Mittelgewicht Ozeanische Meisterschaften in Neuseeland
- 2003: 1. Platz Halbschwergewicht Ozeanische Meisterschaften in Tahiti
- 2004: 1. Platz Halbschwergewicht Ozeanische Meisterschaften in Tonga, Finalsieg gegen Ben McEachran
- 2005: 1. Platz Halbschwergewicht Ozeanische Meisterschaften in Papua-Neuguinea
- 2005: 3. Platz Halbschwergewicht Commonwealth Meisterschaften in Schottland

- 2009: Asiatisch-pazifischer Meister der WBO im Halbschwergewicht, vier Titelverteidigungen
- 2010: Weltmeister der WBF im Halbschwergewicht

## Privates
Soulan Pownceby wuchs ohne Vater auf, nachdem dieser die Familie verlassen hatte. Seine Mutter starb an Krebs, als er 17 Jahre alt war, zudem wurde seine Schwester Opfer eines tödlichen Gewaltverbrechens. 
1995 wurde Pownceby wegen Totschlags zu einer Freiheitsstrafe von vier Jahren verurteilt.